# Straty nadzwyczajne
Straty nadzwyczajne – skutki finansowe zdarzeń trudnych do przewidzenia, powstających poza działalnością operacyjną jednostki i niezwiązanych z ogólnym ryzykiem jej prowadzenia. Ustawa o rachunkowości dzieli straty nadzwyczajne na losowe i pozostałe, nie wskazując jednak szczegółowo, jakie operacje i zdarzenia do nich zaliczyć.
Wśród strat nadzwyczajnych wykazuje się:
- wartość szkód spowodowanych zdarzeniami losowymi (np. pożar, powódź, huragan, lub inna klęska żywiołowa) nieobjętych ubezpieczeniem lub różnicę między wartością szkód a przyznanym lub otrzymanym odszkodowaniem,
- koszty usuwania skutków tych zdarzeń (wynagrodzenia osób zatrudnionych przy usuwaniu skutków zdarzeń losowych, usługi obce, zużycie materiałów) w części nieobjętej ubezpieczeniem.

Do ewidencji księgowej powyższych zdarzeń służy  konto  "Straty nadzwyczajne". Na koniec roku obrotowego (zwykle na 31 grudnia) saldo przenosi się na konto "Wynik finansowy".
Prezentacja strat nadzwyczajnych przewidziana w ustawie o rachunkowości nie jest dopuszczalna w MSR/MSSF. Jednostka sporządzająca sprawozdania finansowe zgodnie z MSR nie może prezentować żadnych pozycji kosztów jako strat nadzwyczajnych ani w rachunku zysków i strat ani w informacji dodatkowej (MSR 1 par. 85).